# Batavia (Ohio)
Batavia – wieś w USA, w stanie Ohio, w hrabstwie Clermont.
Liczba mieszkańców w 2000 roku wynosiła 1 617.